# Tony Diprose
Anthony James Diprose, detto Tony (Thurrock, 22 settembre 1972), è un ex rugbista a 15 e allenatore di rugby a 15 britannico, internazionale per l'Inghilterra, già terza linea di Saracens e Harlequins, club del cui staff tecnico fa parte dal 2006, dopo il ritiro dall'attività agonistica.

## Biografia
Nativo di Orsett, villaggio del borough inglese di Thurrock, Tony Diprose compì gli studi universitari a Loughborough.
Giocò per la squadra universitaria nel campionato di categoria, con la quale si mise in luce a livello nazionale, tanto da venir convocato nel 1992 per l'Inghilterra Under-21; già nella stagione successiva fu ai Saracens in seconda divisione.
Nel maggio del 1997 esordì in Nazionale inglese a Buenos Aires contro l'Argentina nel corso di un tour in Sudamerica, ma dopo il secondo test match contro i Pumas fu convocato d'urgenza in Sudafrica come rimpiazzo del gallese Scott Quinnell nella formazione dei British and Irish Lions impegnata in uno dei suoi tour quadriennali; tuttavia fu impiegato solo in due incontri infrasettimanali e non fu mai schierato contro gli Springbok.
Furono 10, tra il 1997 e il 1998, le presenze internazionali per l'Inghilterra di Diprose, con una meta.
Nel 2001 si trasferì agli Harlequins di Londra, con cui vinse nel 2004 la Challenge Cup; nel 2005 il club retrocedette in seconda divisione, categoria nella quale Diprose disputò la sua ultima stagione perché non gli fu rinnovato il contratto da giocatore.
Gli stessi Harlequins, tuttavia, tennero Diprose come tecnico e, dopo avergli affidato la guida degli avanti, dal 2008 gli hanno affidato la conduzione tecnica dell'accademia del club, estendendogli il contratto fino a tutto il 2015.

## Palmarès
- Challenge Cup: 1
Harlequins: 2003-04